# لا كاميسا نيغرا (أغنية)
القميص الأسود (بالإسبانية: La Camisa Negra) هي أغنية روك باللغة الإسبانية للمغني الكولومبي جيانز، وكُتِبت بواسطة المغن المؤلف أوكتافيو ميسا، وهي من ضمن الألبوم الثالث لجيانز دمي (بالإسبانية: Mi Sangre). في أمريكا اللاتينية، أُصدِرت سنة 2005 كالأغنية الثالثة للأبوم، وفي أوروبا، أُصدِرت سنة 2006 كأغنية رئيسية للأبوم.
لاقت الأغنية نجاحا كبيرا بأمريكا اللاتينية، حيث احتلت معظم ترتيب تسجيلات.

## الكلمات
توضح الكلمات أن المغني يرتدي قميصا أسود كطريقة للحداد على علاقة حب فاشلة أو حتى موته. البعض من الكلمات تمتلك معاني مزودجة لتزيد من تعبير الأغنية وتعطيها الشكل المطلوب. عدة عبارات تنتهي بفحش، قبل الانتقال إلى العبارة الموالية التي تبدأ بكلمة مشابهة ولكن غير فحشية. هذه الكلمات الحزينة دمجت مع لحن مرح، بحيث استعمل غيتار كهربائي.

## الشهادات والمراكز

### الشهادات
| البلد            | الاتحاد الموسيقي                    | الشهادة | الوحدات المصدقة/مبيعات |
| ---------------- | ----------------------------------- | ------- | ---------------------- |
| بلجيكا           | الجمعية البلجيكية للترفيه           | الذهب   | 25,000*                |
| ألمانيا          | رابطة صناعة الموسيقى الاتحادية      | الذهب   | 150,000*               |
| سويسرا           | الاتحاد الدولي للصناعة الفونوغرافية | الذهب   | 20,000)^               |
| الولايات المتحدة | رابطة صناعة التسجيلات الأمريكية     | الذهب   | 0^                     |

### المراكز
| البلد            | المراكز لسنة 2005-06                   | المركز |
| ---------------- | -------------------------------------- | ------ |
| النمسا           | أو3 النمسا توب40                       | 1      |
| بلجيكا           | أولتراتوب فلاندر                       | 3      |
| بلجيكا           | أولتراتوب                              | 1      |
| جمهورية التشيك   | راديو توب100                           | 1      |
| الدنمارك         | تراكليسن                               | 1      |
| فنلندا           | تسجيلات فنلندا الرئيسية                | 7      |
| فرنسا            | الإتحاد الوطني للنشر الفونوغرافي       | 1      |
| ألمانيا          | جي إف كاي إنترتاينمنت تشارتس           | 1      |
| إيطاليا          | اتحاد صناعة الموسيقى الإيطالية         | 1      |
| هولندا           | ديتش طوب40                             | 2      |
| النرويج          | في جي ليستا                            | 9      |
| سلوفاكيا         | راديو توب100                           | 79     |
| السويد           | سويرجتوبليستان                         | 27     |
| سويسرا           | هيت باراد سويسرا                       | 1      |
| إسبانيا          | برودوكوتوريس دي ميوزيكا دي إسبانيا     | 1      |
| المملكة المتحدة  | تصنيف الأغاني المنفردة المملكة المتحدة | 32     |
| الولايات المتحدة | بيلبورد هوت 100                        | 89     |
| الولايات المتحدة | أفضل أغنية لاتينية من بيلبورد          | 1      |
| الولايات المتحدة | أفضل أغنية بوب لاتينية من بيلبورد      | 1      |
| الولايات المتحدة | بيلبورد تروبيكال آيربلاي               | 1      |
| الولايات المتحدة | ريجيونال مكسيك آيربلاي                 | 1      |
| البلد            | المراكز لسنة 2017                      | المركز |
| بولندا           | الاتحاد البولندي للصناعة الفونوغرامية  | 65     |